# Arjan Kiel
Arjan Kiel is een Nederlandse filmcomponist. Hij componeerde muziek voor onder meer de films De Club van Sinterklaas en De familie Slim. Van 1997 tot 2007 was Arjan Kiel toetsenist in de Nederlandse reggae band Luie Hond.